# HD23137
HD23137 — хімічно пекулярна зоря спектрального класу A3, що має видиму зоряну величину в смузі V приблизно  7,9.
Вона  розташована на відстані близько 550,0 світлових років від Сонця.